# Jeannine Abella i Chica
Jeannine Abella i Chica   (Isona, 6 d'agost de 1990) és una advocada, batllessa d'Isona i Conca Dellà des de les eleccions municipals del 2023 i diputada al Parlament de Catalunya (13a legislatura) per Junts per Catalunya.
El març de 2024 fou proposada cap de llista per la demarcació de Lleida a les eleccions al parlament del 12 de maig de 2024.
Des d'octubre de 2024 és l'encarregada de les polítiques del sector primari del seu partit.